# اریک یوهانسون (ورزشکار)
اریک یوهانسون (سوئدی: Erik Johansson؛ ۲۹ سپتامبر ۱۹۲۷ – ۱۶ دسامبر ۱۹۹۲) بازیکن هاکی روی یخ اهل سوئد بود.
وی در مسابقات کشوری و بین‌المللی در مجموع برندهٔ ۱ مدال طلا، ۲ مدال نقره، ۲ مدال برنز شده‌است.